# Nia Akins
Nia Akins (* 7. Juli 1998 in San Diego, Kalifornien) ist eine US-amerikanische Leichtathletin, die sich auf den Mittelstreckenlauf spezialisiert hat.

## Sportliche Laufbahn
Nia Akins wuchs in Kalifornien auf und studierte zwischen 2016 und 2020 an der University of Pennsylvania. 2019 sammelte sie erste internationale Erfahrungen, als sie bei den U23-NACAC-Meisterschaften in Santiago de Querétaro in 2:07,11 min die Silbermedaille im 800-Meter-Lauf hinter ihrer Landsfrau Avi'Tal Wilson-Perteete. 2023 erreichte sie bei den Weltmeisterschaften in Budapest das Finale und belegte dort in 1:57,73 min den sechsten Platz. Im Jahr darauf schied sie bei den Olympischen Sommerspielen in Paris mit 1:58,20 min im Halbfinale aus, wie auch bei den Hallenweltmeisterschaften 2025 in Nanjing mit 2:04,38 min.
In den Jahren 2023 und 2024 wurde Akins US-amerikanische Meisterin im 800-Meter-Lauf im Freien sowie 2023 und 2025 in der Halle. 

## Persönliche Bestleistungen
- 800 Meter: 1:57,36 min, 24. Juni 2024 in Eugene
  - 800 Meter (Halle): 1:59,31 min, 23. Februar 2025 in New York City
- 1500 Meter: 4:16,44 min, 20. April 2023 in Princeton